# Microchrysotus mirabilis
Microchrysotus mirabilis är en tvåvingeart som beskrevs av Robinson 1964. Microchrysotus mirabilis ingår i släktet Microchrysotus och familjen styltflugor. Inga underarter finns listade i Catalogue of Life.